# Tiro ai Giochi della V Olimpiade - Carabina piccola bersaglio a scomparsa a squadre
La competizione della Carabina piccola bersaglio a scomparsa a squadre  di tiro a segno ai Giochi della V Olimpiade si tenne il 5 luglio 1912 a Kaknäs, Djurgården, Stoccolma.

## Risultati
Quattro tiratori per squadra. Bersaglio a 25 metri. 5 serie da 25 colpi. Il bersaglio appare per tre secondi, con un intervallo di 5 secondi tra un colpo e l'altro.
| Pos.    | Nazioni     | Atleti                 | Punti       | Punti  |
| Pos.    | Nazioni     | Atleti                 | Individuali | Totali |
| ------- | ----------- | ---------------------- | ----------- | ------ |
| Oro     | Svezia      | Hübner von Holst       | 238         | 925    |
| Oro     | Svezia      | Eric Carlberg          | 238         | 925    |
| Oro     | Svezia      | Vilhelm Carlberg       | 229         | 925    |
| Oro     | Svezia      | Gustaf Boivie          | 220         | 925    |
| Argento | Regno Unito | William Pimm           | 237         | 917    |
| Argento | Regno Unito | Joseph Pepe            | 235         | 917    |
| Argento | Regno Unito | William Milne          | 226         | 917    |
| Argento | Regno Unito | William Styles         | 219         | 917    |
| Bronzo  | Stati Uniti | Fred Hird              | 227         | 881    |
| Bronzo  | Stati Uniti | Warren Sprout          | 221         | 881    |
| Bronzo  | Stati Uniti | William McDonnell      | 217         | 881    |
| Bronzo  | Stati Uniti | Bill Leushner          | 216         | 881    |
| 4       | Grecia      | Iōannīs Theofilakīs    | 211         | 716    |
| 4       | Grecia      | Frangiskos Mavrommatis | 187         | 716    |
| 4       | Grecia      | Nikolaos Levidis       | 185         | 716    |
| 4       | Grecia      | Iakovos Theofilas      | 133         | 716    |